# Vallée de la Belle
Le site Vallée de la Belle est une zone naturelle d'intérêt écologique, faunistique et floristique (ZNIEFF) française du département de la Dordogne, en région Nouvelle-Aquitaine.

## Situation
Dans le quart nord-ouest du département de la Dordogne, en grande partie à l'intérieur du parc naturel régional Périgord-Limousin, le site « Vallée de la Belle », s'étend sur 185,7 hectares, sur le territoire d’une commune (Sainte-Croix-de-Mareuil) et trois anciennes communes : Mareuil, Monsec et Vieux-Mareuil intégrées à la commune nouvelle de Mareuil en Périgord depuis 2017.
Environ 43 % de la superficie de cette zone se trouve sur le territoire de Vieux-Mareuil, et de 17 à 21 % sur ceux de Mareuil, Monsec et Sainte-Croix-de-Mareuil.
La zone s'étage entre 100 et 175 mètres d'altitude, sur une quinzaine de kilomètres de long et sur une largeur maximale de 300 mètres, le long du cours de la Belle, sur la quasi-totalité de sa vallée, principalement composée de milieux humides (« bas-marais alcalins, prairies humides, cladiaies »), jusqu'à sa confluence avec la Nizonne, en limite du département de la Charente (commune de Combiers),.

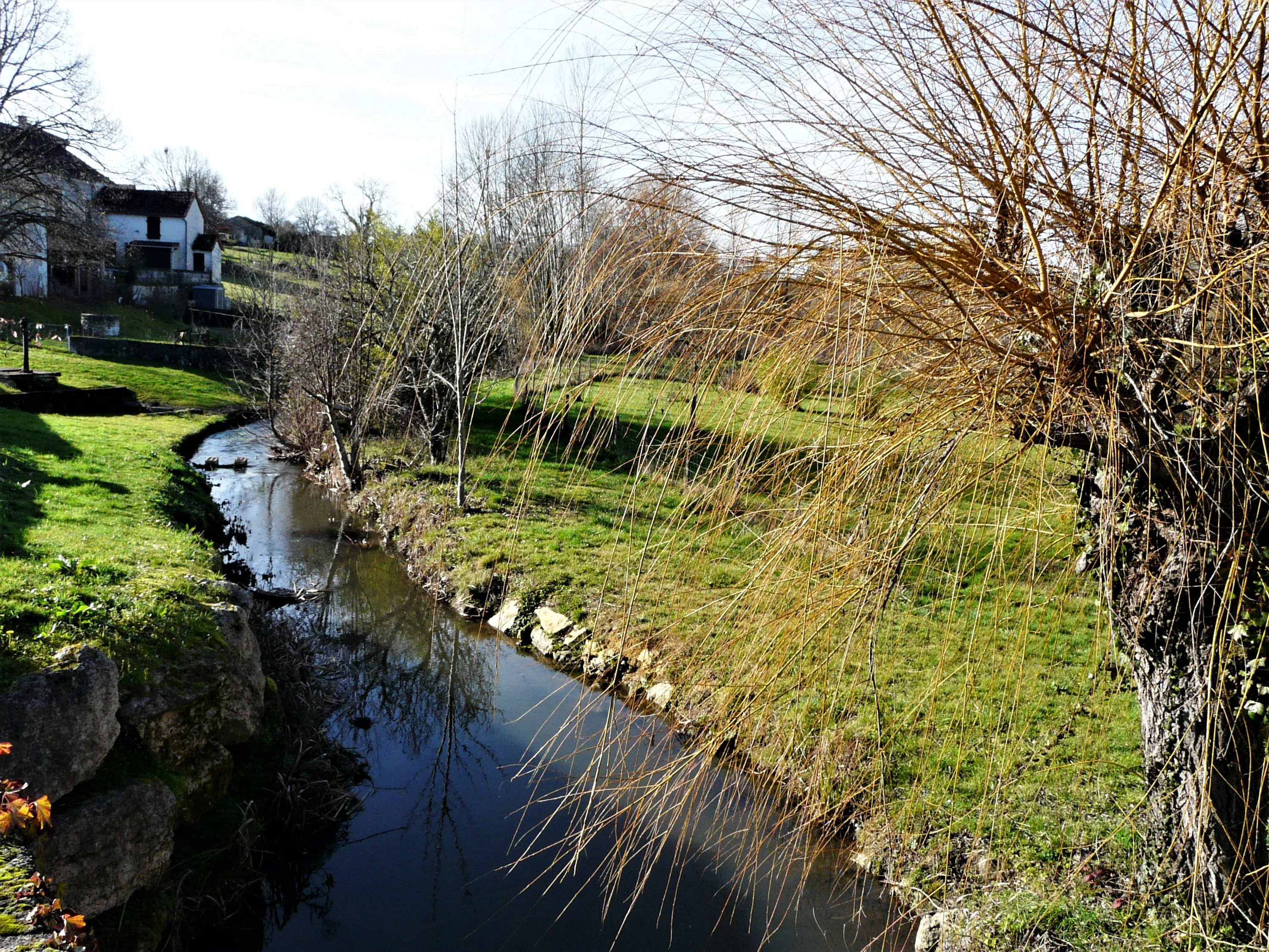
En contrebas du bourg de Monsec.
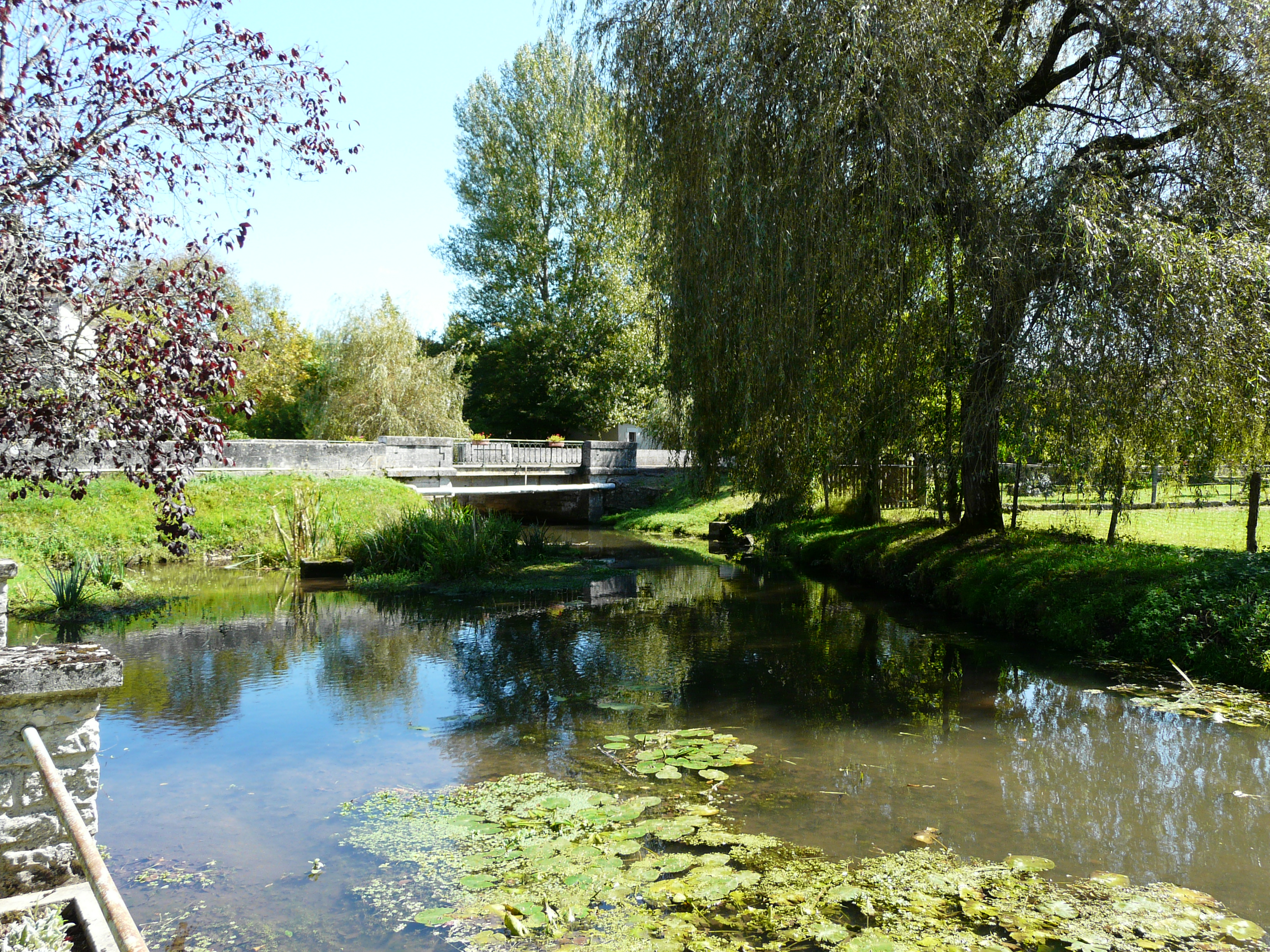
À Vieux-Mareuil, en direction de l'amont.
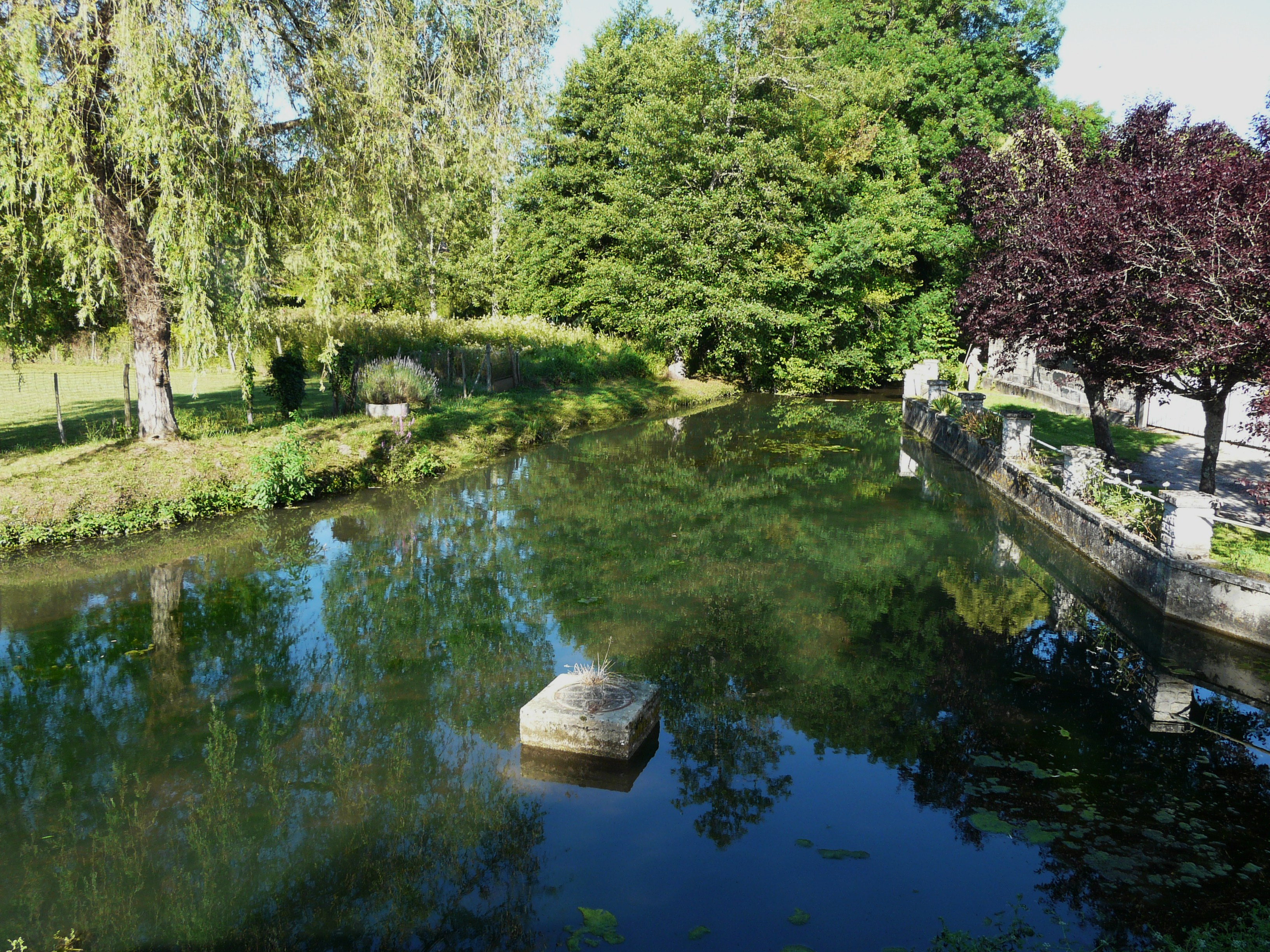
À Vieux-Mareuil, en direction de l'aval.
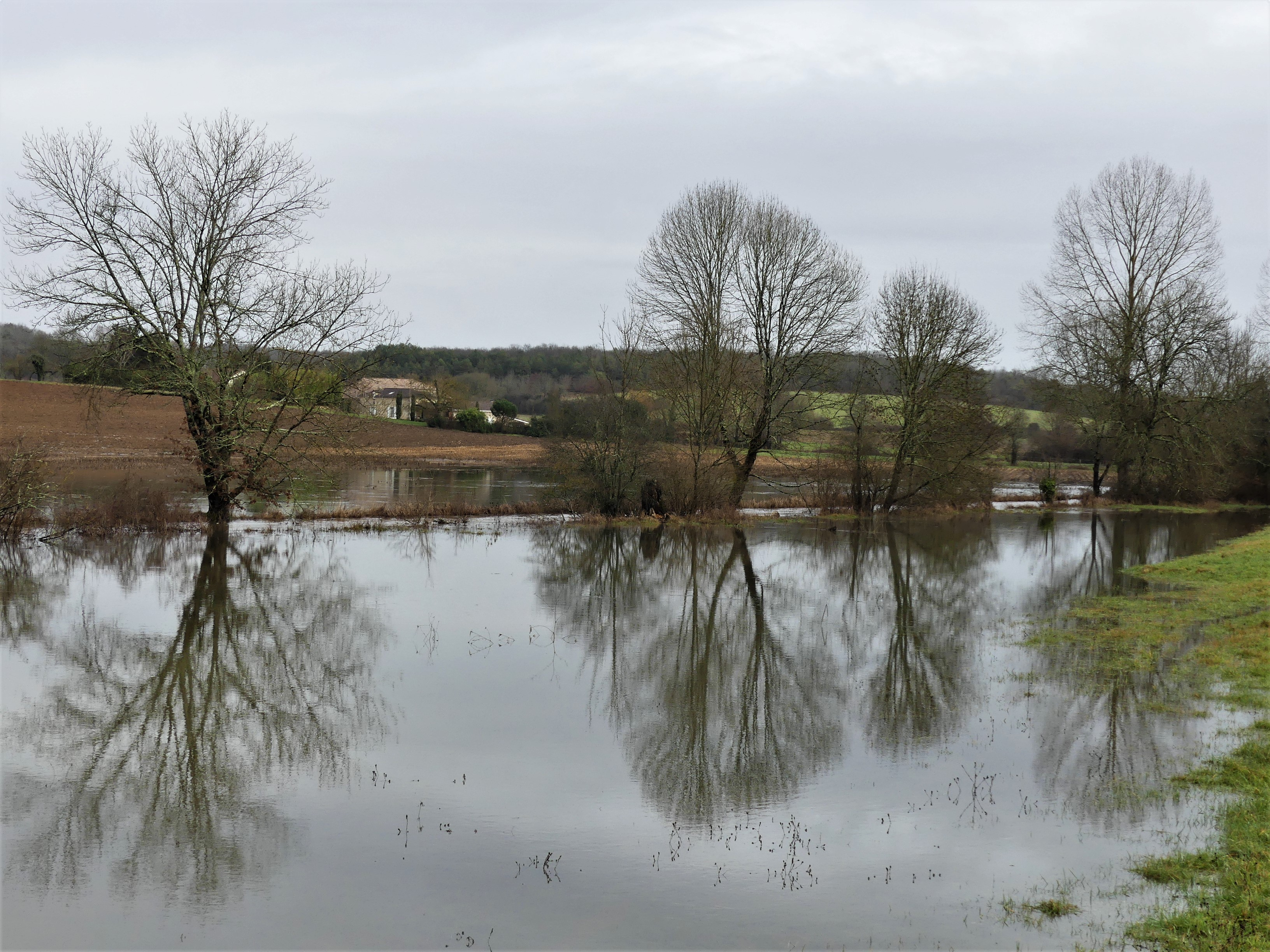
Crue de la Belle à Mareuil en février 2021.
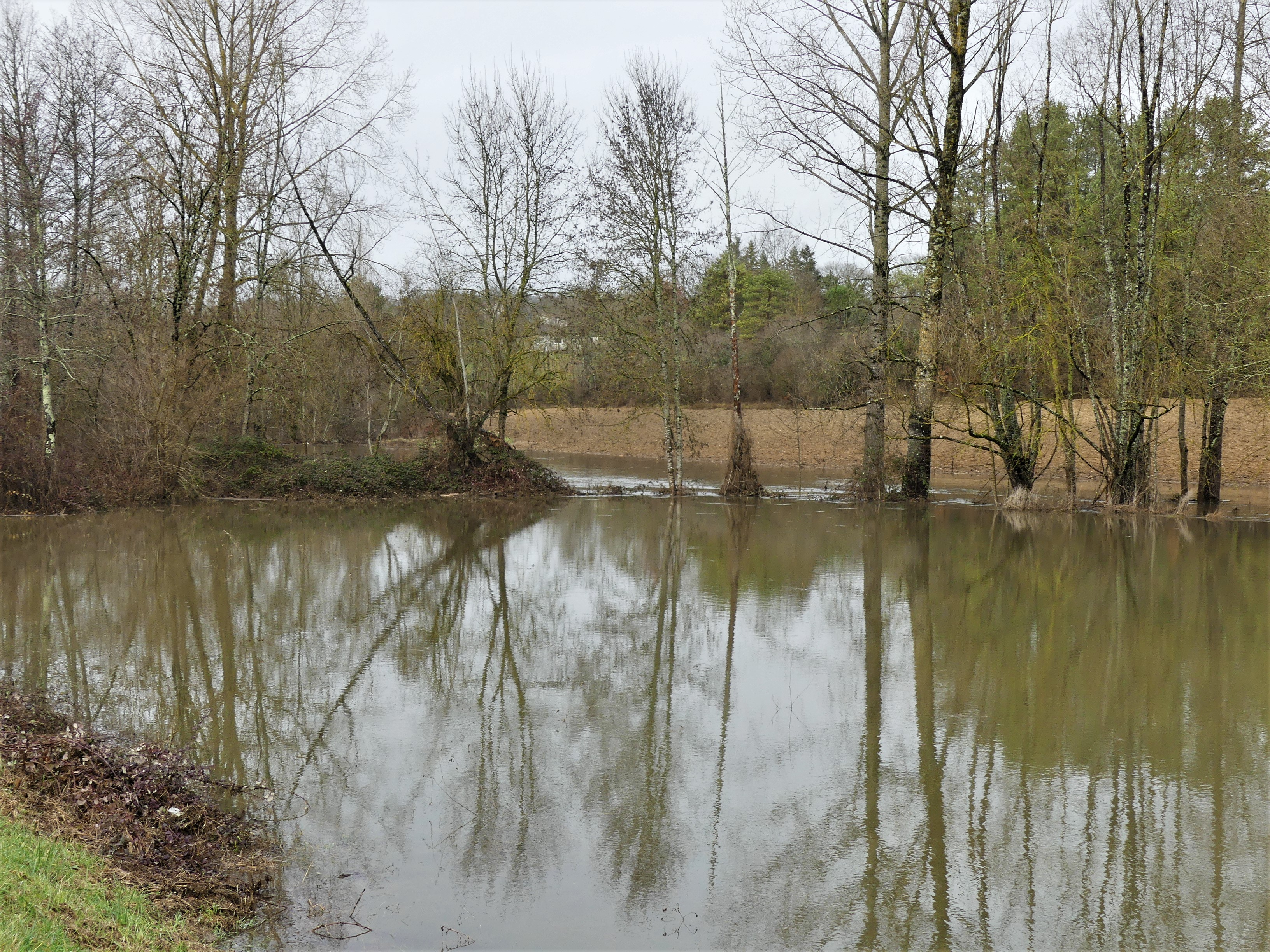
Idem.

## Description
Le site « Vallée de la Belle » est une zone naturelle d'intérêt écologique, faunistique et floristique (ZNIEFF) de type I, c'est-à-dire qu'elle est de superficie réduite, avec des espaces homogènes d’un point de vue écologique et qu'elle abrite au moins une espèce et/ou un habitat rares ou menacés, d'intérêt aussi bien local que régional, national ou communautaire.
Des recensements y ont été effectués aux niveaux faunistique et floristique depuis 1989 jusqu’en 2002.
Cette ZNIEFF est incluse dans une autre ZNIEFF de type II bien plus étendue « Vallée de la Nizonne », tout en restant à l’intérieur du département de la Dordogne, et qui concerne les vallées de la Belle, de la Pude et de la Nizonne (ou Lizonne) jusqu'à sa confluence avec la Sauvanie, ainsi que certains de leurs affluents et certains coteaux qui les bordent,.

## Faune
Une espèce déterminante de mammifères, le Vison d'Europe (Mustela lutreola), a été répertoriée en 2002 dans la vallée de la Belle.
Quatorze autres espèces animales y ont été recensées :
- deux mammifères en 1996 : le Campagnol amphibie (Arvicola sapidus), et le Surmulot (Rattus norvegicus) ;
- douze poissons en 1989 et 1999 : l'Anguille d'Europe (Anguilla anguilla), le Chabot commun (Cottus gobio), la Carpe commune (Cyprinus carpio), le Chevesne (Squalius cephalus), l'Épinoche (Gasterosteus aculeatus), le Gardon (Rutilus rutilus), le Goujon commun (Gobio gobio), la Loche franche (Barbatula barbatula), la Perche commune (Perca fluviatilis), la Perche soleil (Lepomis gibbosus), la Truite commune (Salmo trutta) et le Vairon ( Phoxinus phoxinus).

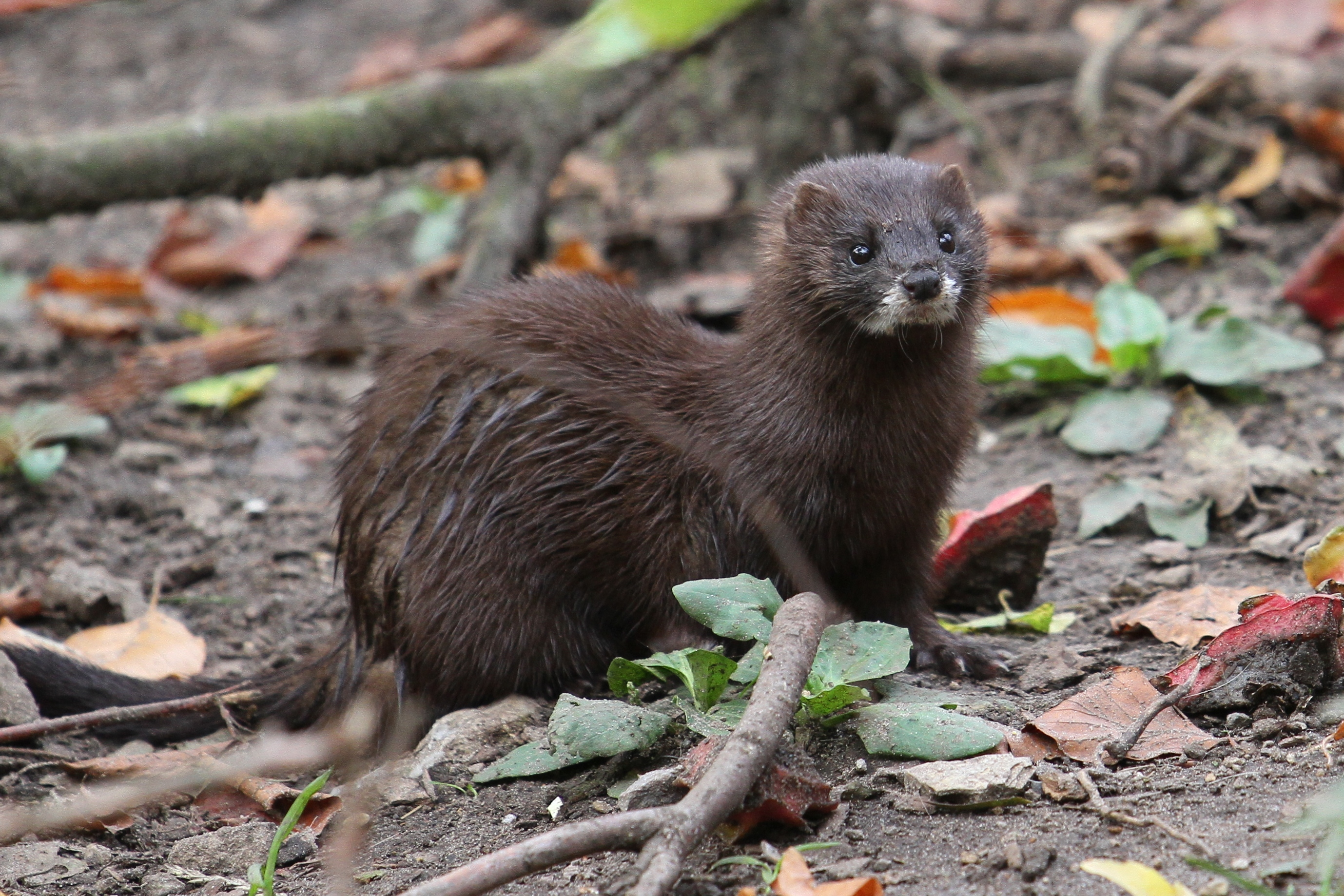
Vison d'Europe.
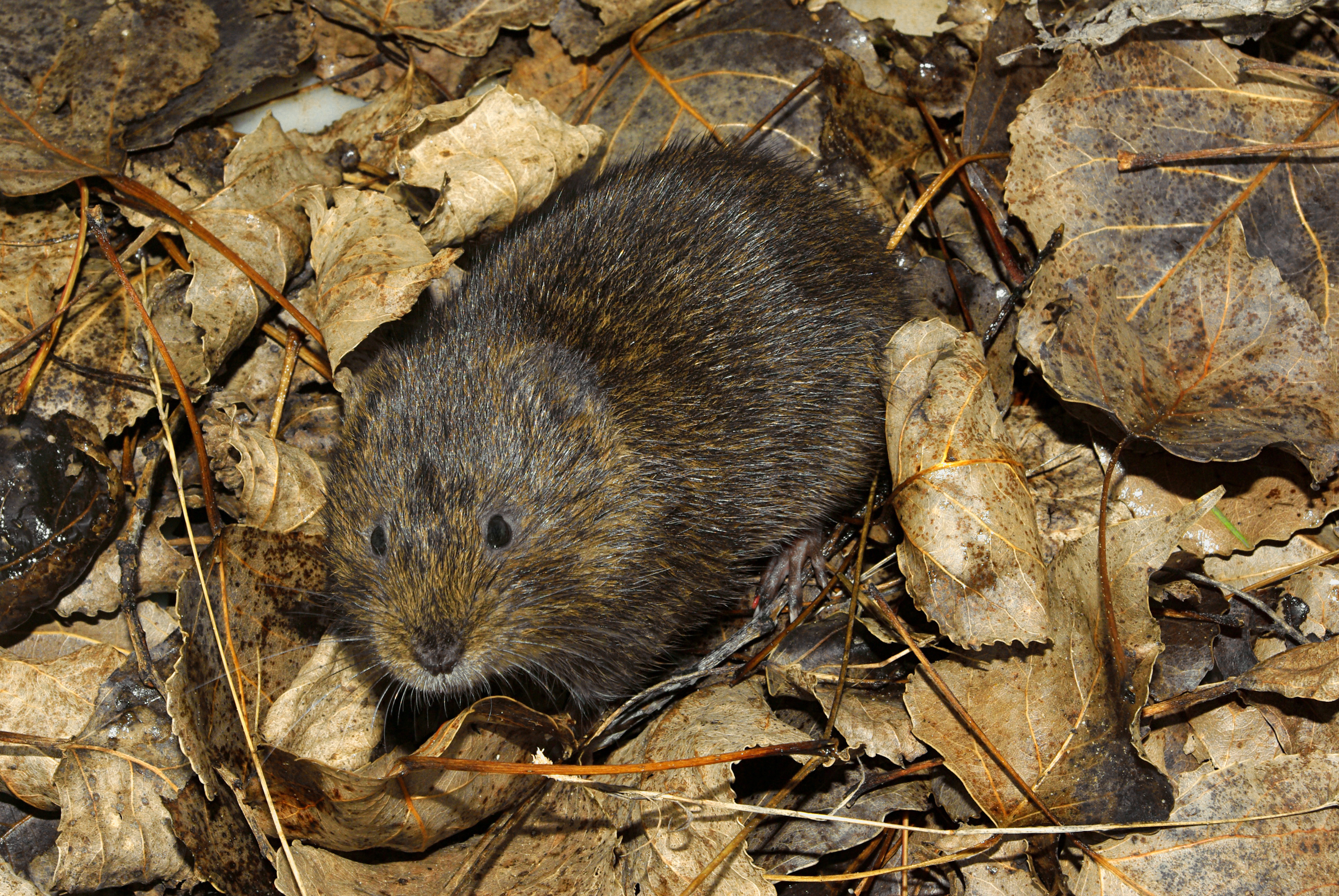
Campagnol amphibie.
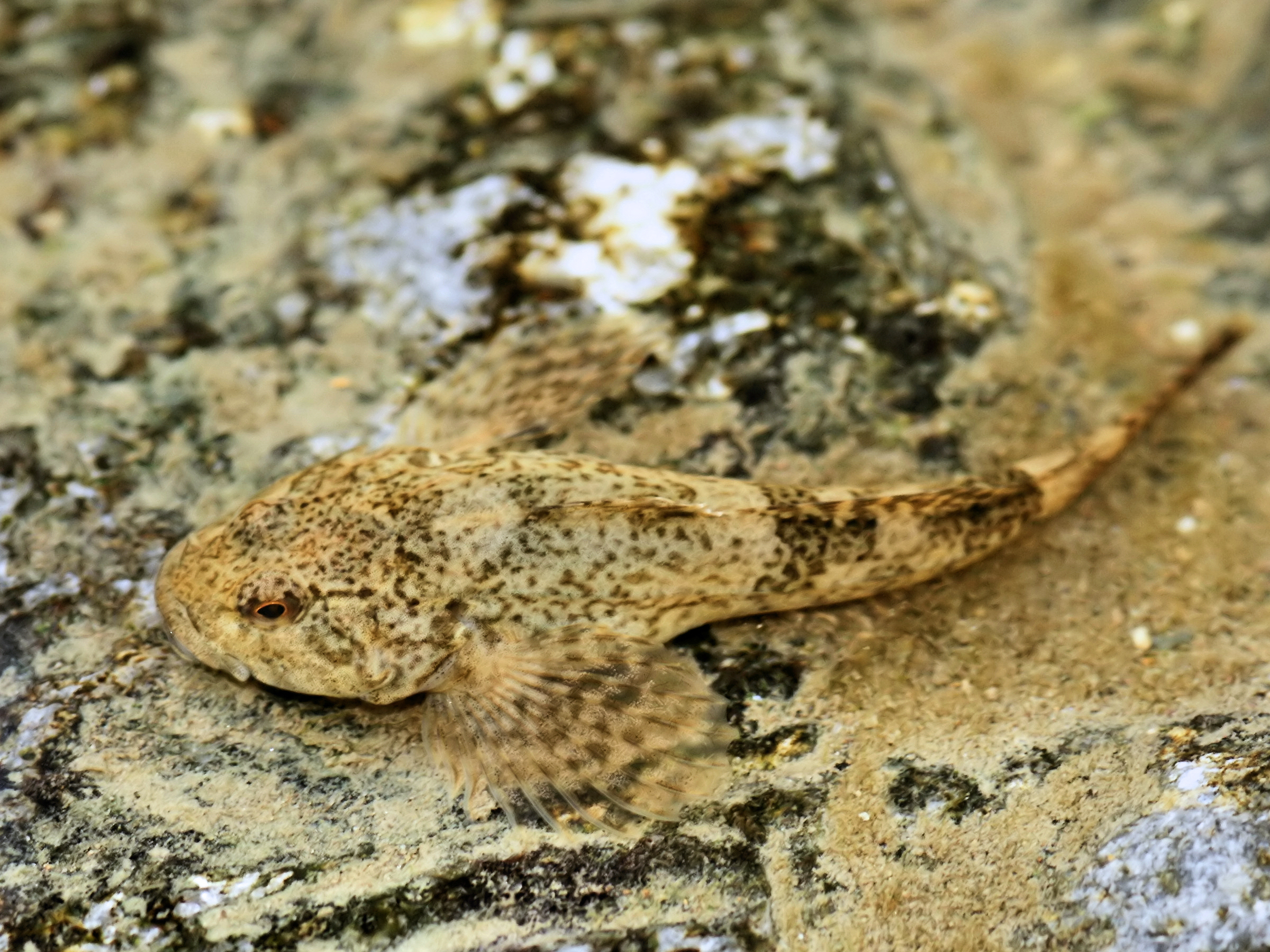
Chabot commun.
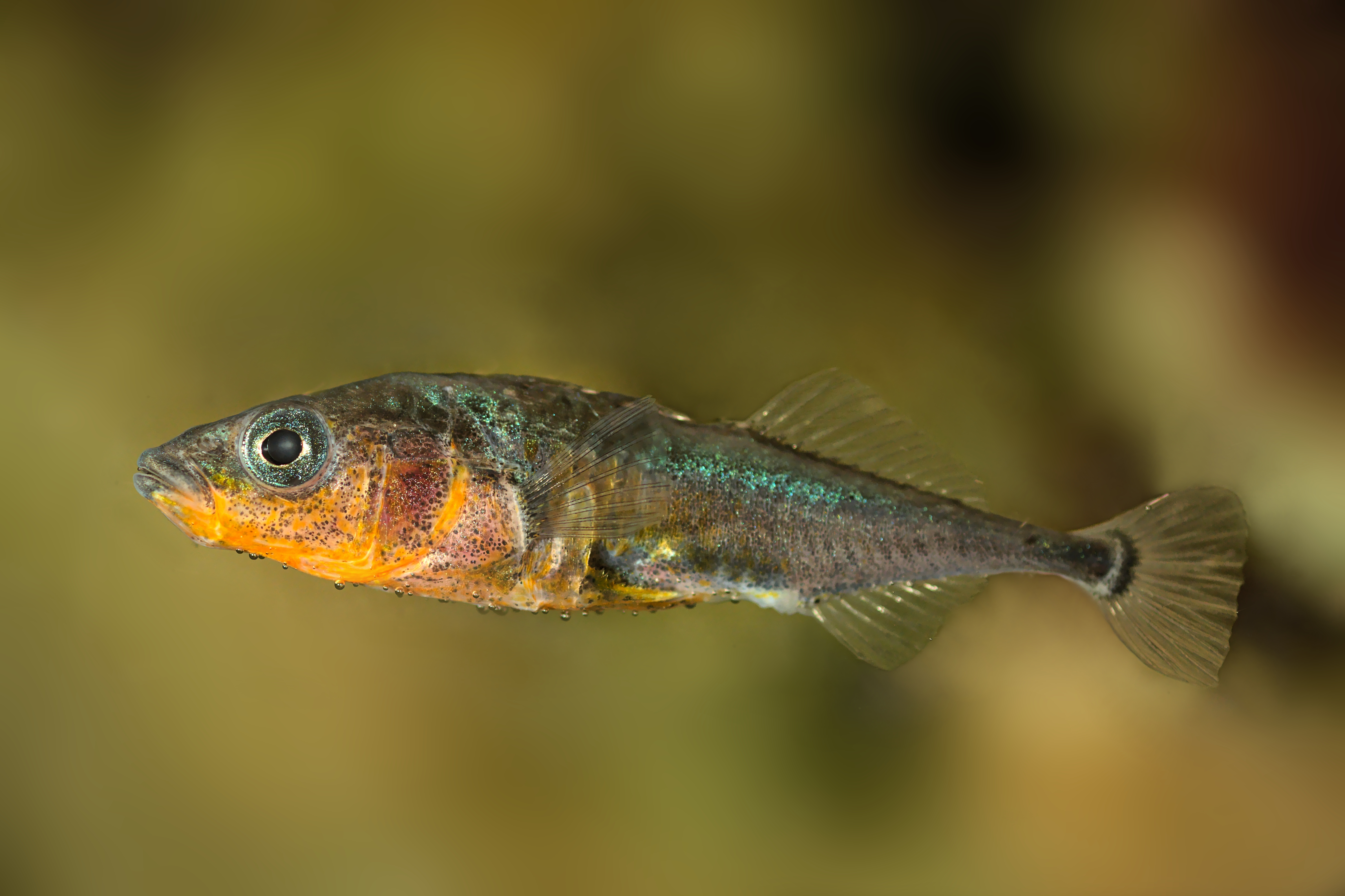
Épinoche.
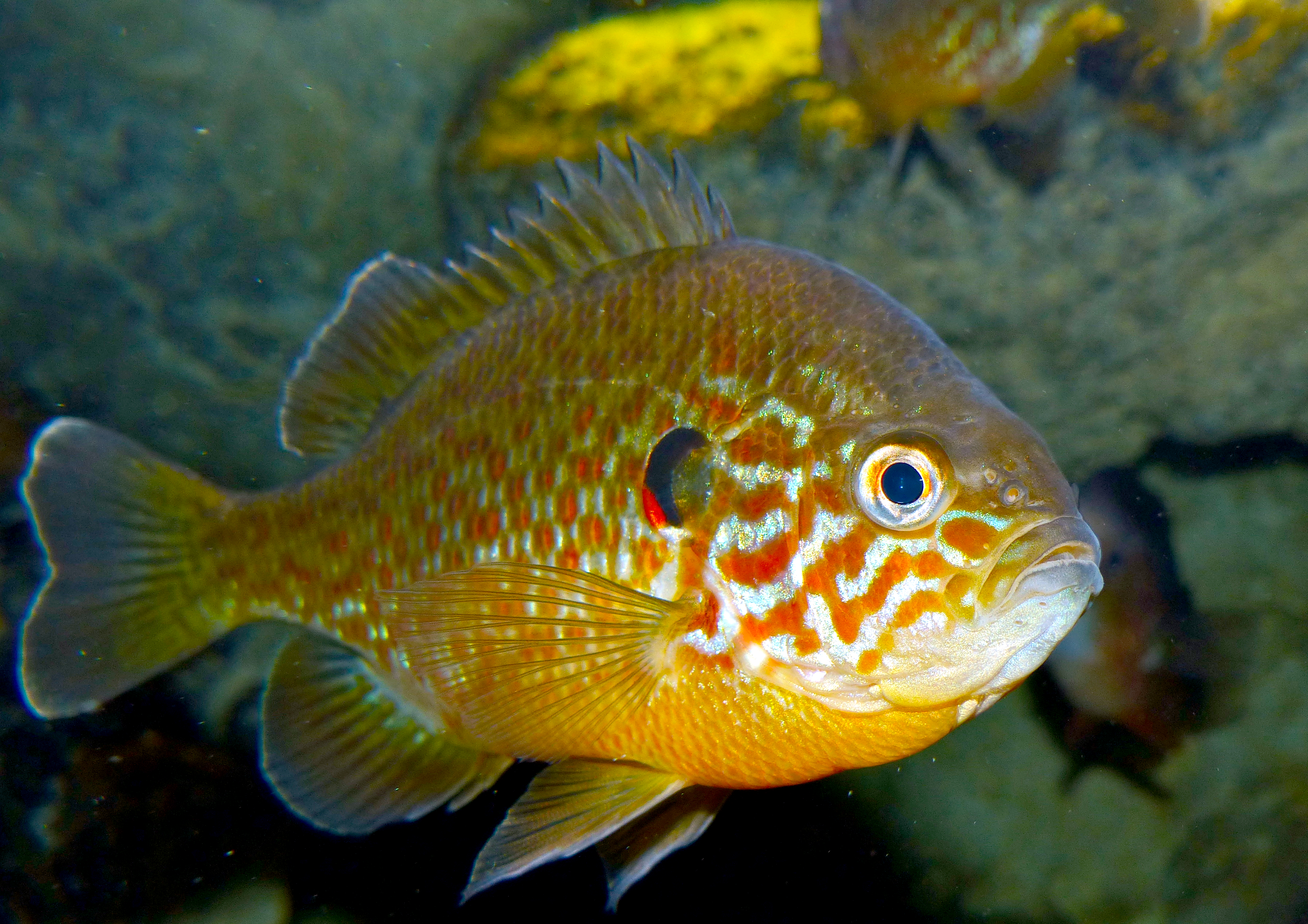
Perche soleil.

La ZNIEFF de la vallée de la Nizonne qui inclut la vallée de la Belle présente une faune bien plus riche avec trente espèces déterminantes d'animaux :
- deux amphibiens en 2003 : la Rainette verte (Hyla arborea) et le Triton marbré (Triturus marmoratus) ;
- sept insectes dont  quatre lépidoptères en 2000 : l'Azuré de la croisette (Phengaris rebeli), l'Azuré de la sanguisorbe (Phengaris teleius), le Cuivré des marais (Lycaena dispar) et le Fadet des laîches (Coenonympha oedippus) et trois odonates de 1998 à 2001 : l'Agrion de Mercure (Coenagrion mercuriale), la Cordulie à corps fin (Oxygastra curtisii) et le Gomphe de Graslin (Gomphus graslinii) ;
- vingt mammifères dont le Vison d'Europe déjà mentionné, et la Loutre d'Europe (Lutra lutra) en 2000, ainsi que dix-huit chauves-souris en 2001 et 2003 : la Barbastelle d'Europe (Barbastella barbastellus), le Grand murin (Myotis myotis), le Grand rhinolophe (Rhinolophus ferrumequinum), le Minioptère de Schreibers (Miniopterus schreibersii), le Murin de Bechstein (Myotis bechsteinii), le Murin de Daubenton (Myotis daubentonii), le Murin à moustaches (Myotis mystacinus), le Murin de Natterer (Myotis nattereri), le Murin à oreilles échancrées (Myotis emarginatus), la Noctule commune (Nyctalus noctula), la Noctule de Leisler (Nyctalus leisleri), l'Oreillard gris (Plecotus austriacus), l'Oreillard roux (Plecotus auritus), la Pipistrelle de Kuhl (Pipistrellus kuhlii), la Pipistrelle de Nathusius (Pipistrellus nathusii), le Petit murin (Myotis blythii), le Petit rhinolophe (Rhinolophus hipposideros) et la Sérotine commune (Eptesicus serotinus) ;
- un reptile en 2000 : la Cistude (Emys orbicularis).

Plus de deux cents autres espèces animales ont été recensées dans la ZNIEFF de la vallée de la Nizonne : deux amphibiens, 149 insectes (40 libelllules et 109 papillons), un mammifère, 53 oiseaux et trois reptiles.

### Protection de la faune
Deux espèces de mammifères de la ZNIEFF de type I sont protégées sur l'ensemble du territoire français : le Campagnol amphibie et le Vison d'Europe. Ce dernier, également protégé au titre de la Directive habitats de l'Union européenne, est en danger d'extinction en France.
Une espèce de poissons, le Chabot commun, est également protégée au titre de la Directive habitats.

## Flore
Une espèce déterminante de plantes a été recensée sur la ZNIEFF en 2002 : la Fritillaire pintade (Fritillaria meleagris).
Par ailleurs, un genre de plantes :  Carex (Carex) a été répertorié dans la vallée de la Belle — sans précision de la ou des espèces présentes sur le site — et 25 espèces végétales y ont été répertoriées en 1996, 1997 et 2002 : la Barbarée commune (Barbarea vulgaris), la Benoîte commune (Geum urbanum), le Callitriche à crochets (Callitriche hamulata (en)), le Callitriche des marais (Callitriche stagnalis), le Cresson des prés (Cardamine pratensis), l'Eupatoire à feuilles de chanvre (Eupatorium cannabinum), la Fétuque roseau (Festuca arundinacea), la Fougère des marais (Thelypteris palustris), le Frêne élevé (Fraxinus excelsior), le Gaillet gratteron (Galium aparine), la Grande ortie (Urtica dioica), le Houblon (Humulus lupulus), l'Iris faux acore (Iris pseudacorus), la Laîche des marais (Carex acutiformis), la Marisque (Cladium mariscus), la Massette à feuilles étroites (Typha angustifolia), le Myriophylle en épis (Myriophyllum spicatum), le Muguet de mai (Convallaria majalis), le Nénuphar jaune (Nuphar lutea), le Populage des marais (Caltha palustris), la Primevère officinale (Primula veris), la Renouée amphibie (Persicaria amphibia), la Salicaire commune (Lythrum salicaria), le Saule cendré (Salix cinerea) et la Scutellaire à casque (Scutellaria galericulata).

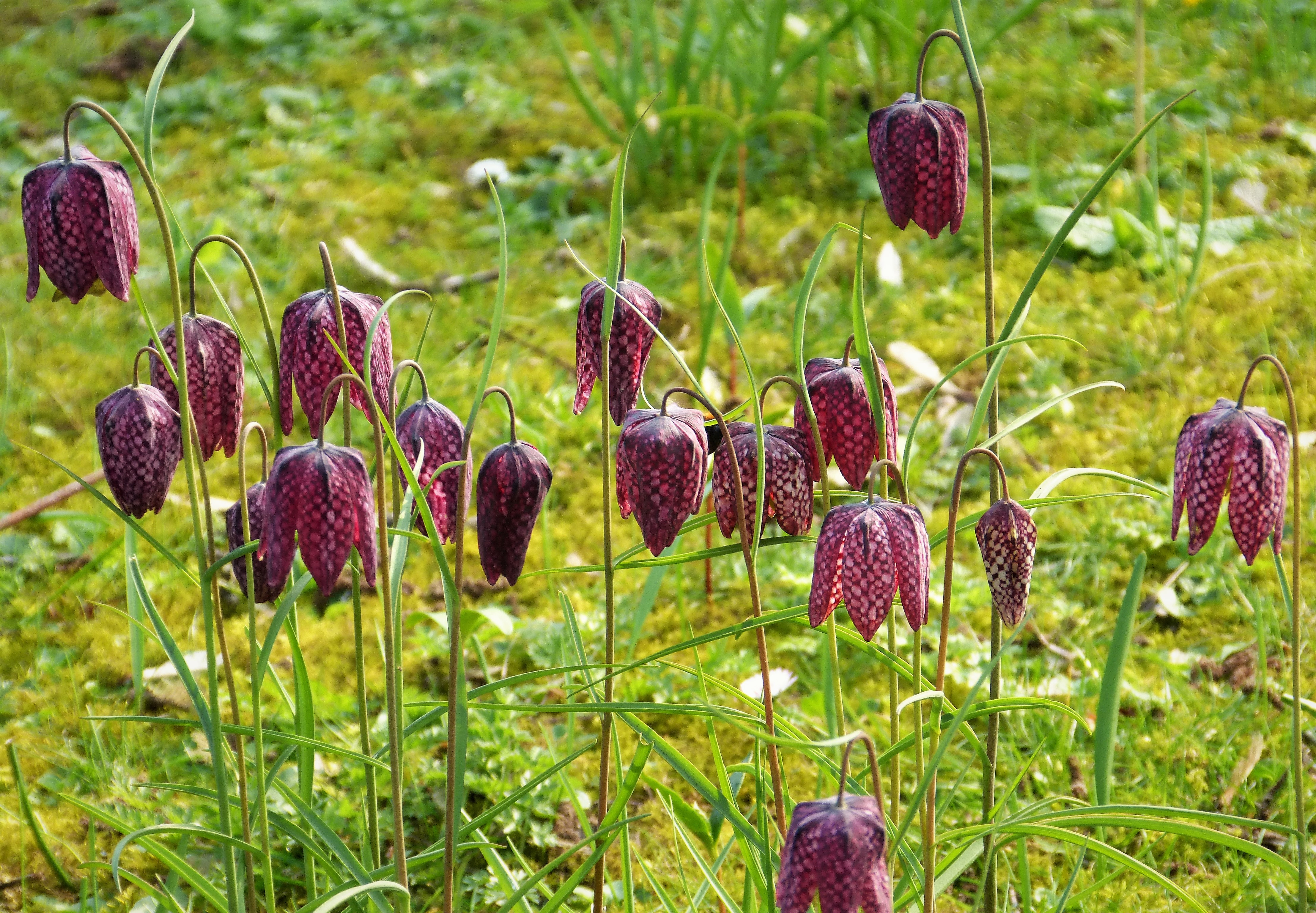
Fritillaires pintades.
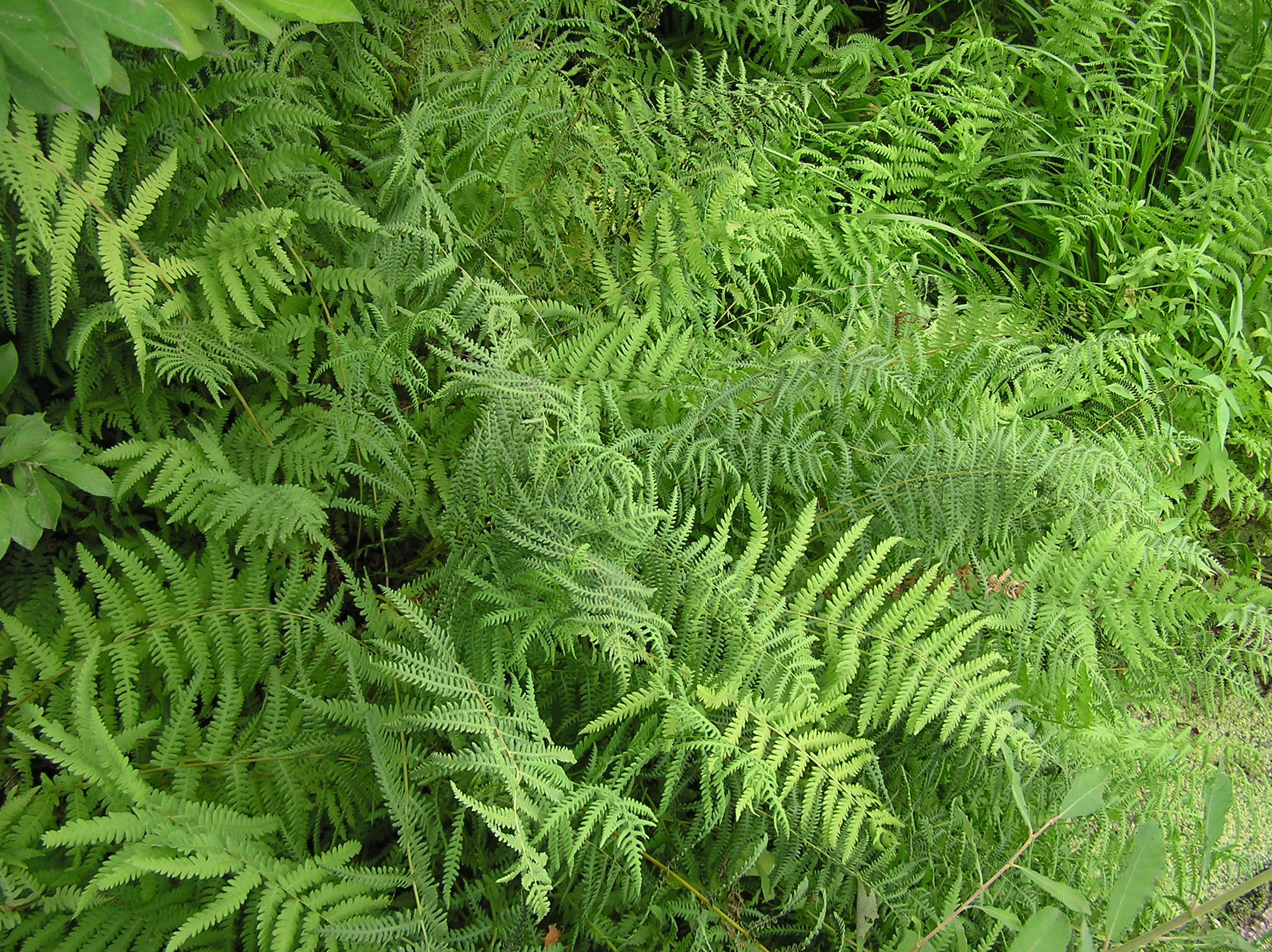
Fougères des marais.
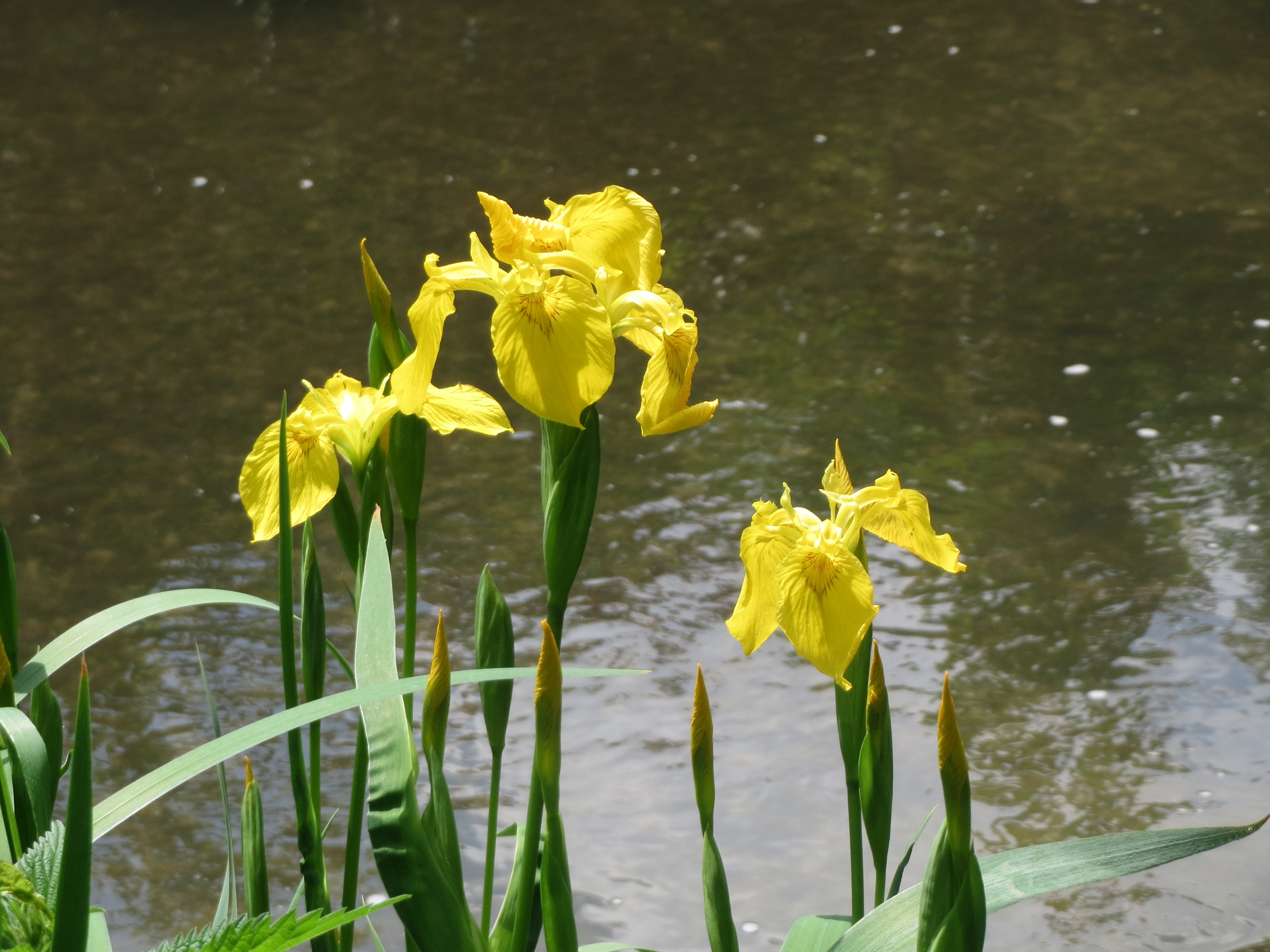
Iris faux acore.
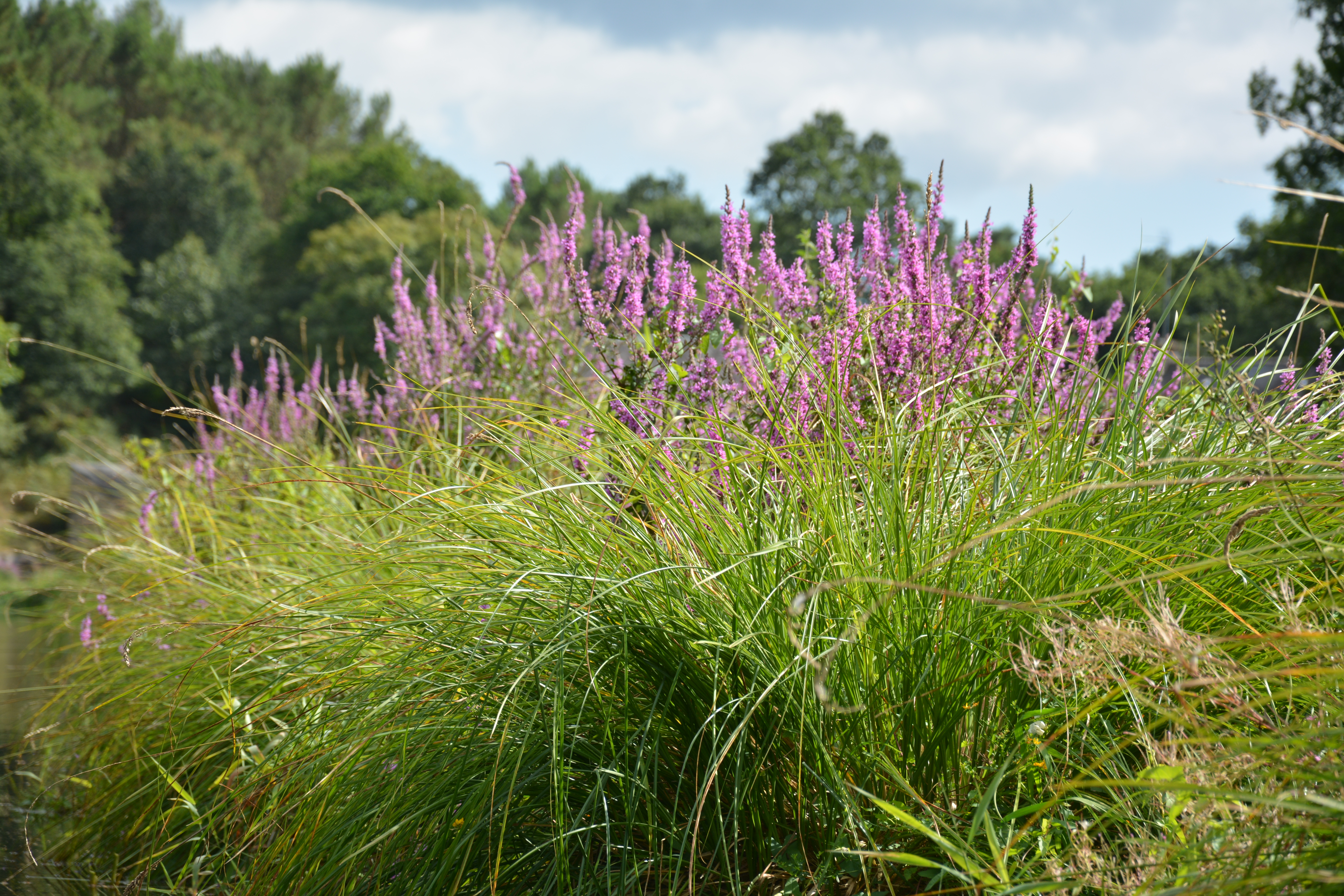
Salicaire commune.
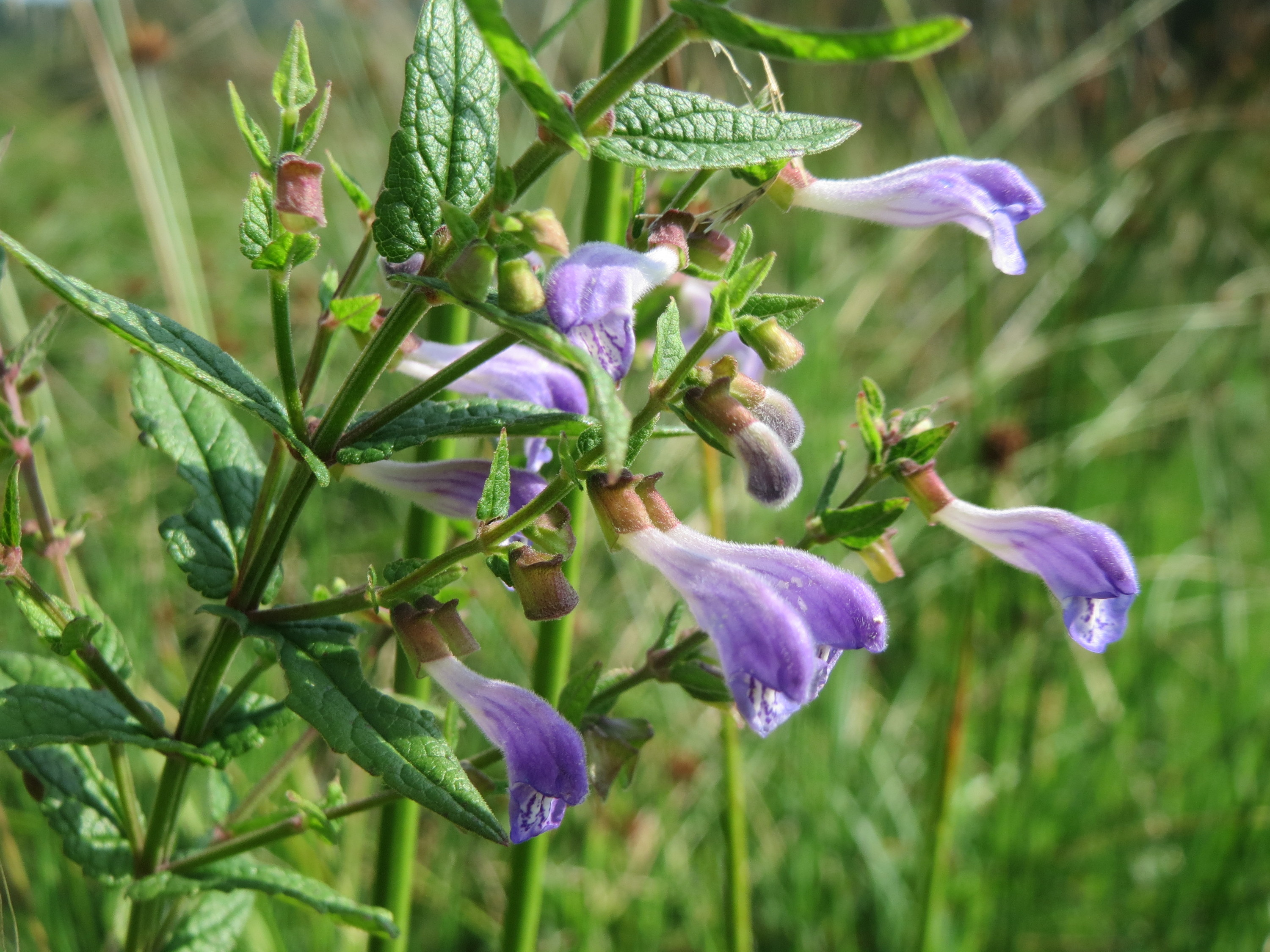
Scutellaire à casque.

Outre la Fritillaire pintade déjà mentionnée dans la vallée de la Belle, huit autres espèces déterminantes ont été recensées entre 1987 et 2002 dans la ZNIEFF de la vallée de la Nizonne : la Gentiane des marais (Gentiana pneumonanthe), l 'Hélianthème d'Italie (Helianthemum oelandicum), l'Orchis à fleurs lâches (Anacamptis laxiflora), l'Orpin de Nice (Sedum sediforme), le Pigamon jaune (Thalictrum flavum), la Sabline des chaumes (Arenaria controversa), le Scirpe des bois (Scirpus sylvaticus) et l'Utriculaire citrine (Utricularia australis).
Outre les vingt-cinq espèces déjà mentionnées dans la vallée de la Belle, près de 200 autres espèces végétales non déterminantes ont été recensées entre 1987 et 2005 dans la ZNIEFF de la vallée de la Nizonne (une fougère et trois prêles, ainsi que deux mousses, un lichen et 182 plantes phanérogames).